# Мейерфельдт, Юхан Август
Граф (с 1714) Юхан Август Мейерфельдт-старший (швед. Johan August Meijerfeldt den äldre; 1664, Оберпален, Шведская Ливония — 9 ноября 1749, Сконе) — шведский военачальник, соратник Карла XII, участник Северной войны. Отец шведского фельдмаршала Юхана Августа Мейерфельдта-младшего (1725—1800).

## Биография
Сын офицера шведской службы Андерса Мейера, который после возведения в шведское дворянское достоинство получил фамилию Мейерфельдт.
в 1684 году поступил добровольцем в шведский кавалерийский полк фон дер Палена в Лифляндии, в 1786 году произведен в корнеты, в 1788 году — в лейтенанты.
Несколько лет сражался в составе шведского контингента в Нидерландах на стороне Виллема III: в 1693 году — капитан пехотного полка Гастфера, в 1697 году — майор пехотного полка фон Крассова.
В 1698 году вернулся в Швецию и принял участие в Северной войне: в битве при Нарве (1700), в сражении при Клишове (1702) и осаде Торна (1703).
15 ноября 1701 года произведён в подполковники кавалерийского полка Або-Бьёрнеборгского лена, 18 февраля 1702 произведён в полковники и назначен командиром этого полка. 1 июня 1704 года произведен в генерал-майоры кавалерии.
В 1708—1709 годах сопровождал Карла XII в его Русском походе, на военном совете после победы при Головчине (1708) выступил против поворота шведской армии на Украину, далее участвовал в несчастной для шведов Полтавской битве (1709), сопровождал Карла XII в его бегстве в Бендеры, откуда тот отправил его в Стокгольм.
В 1710 году участвовал в битве при Хельсинборге, которая заставила датчан очистить Сконе. 30 августа 1710 получил от Карла XII чин генерал-лейтенанта и должность коменданта Штеттина.
4 июля 1711 года назначен вице-губернатором Шведской Померании. 12 октября 1711 года произведен в генералы от инфантерии. После смерти генерал-губернатора Юргена Меллина в январе 1713 года исполнял обязанности генерал-губернатора. В сентябре 1713 года вынужден был сдать крепость Штеттин союзной русско-саксонской армии, но вытребовал себе свободный выход из крепости в Штральзунд.
26 января 1715 года был назначен канцлером Грайфсвальдского университета и сложил с себя обязанности 11 октября 1720 года.
Пока прусские и датские войска оккупировали Шведскую Померанию, генерал Мейерфельдт возглавлял шведское Адмиралтейство (1717—1717), был советником риксканцлера (1719—1720) и начальником риксканцелярии (1720).
По окончании Северной войны в 1721 смог, наконец, вступить в должность генерал-губернатора Шведской Померании, которую исполнял до 1747 года.

## Награды
- Титул барона королевства Швеция (12 июля 1705 совместно с братом Вольмаром, род внесён в рыцарский матрикул королевства Швеция под № 111 и 112, но удален из матрикула в 1727)
- Титул графа королевства Швеция (2 марта 1714, род внесён в рыцарский матрикул королевства Швеция в 1719 году под № 59)
- Орден Серафимов (RoKavKMO) (1748, отказался от принятия ордена из-за преклонного возраста)[1]